# Irina Natarowa
Irina Natarowa (* 21. November 1945, verheiratete Irina Schewtschenko; russisch Ирина Натарова (Ирина Шевченко), englische Transkription Irina Natarova resp. Irina Shevchenko) ist eine ehemalige russische Badmintonspielerin. 

## Karriere
Irina Natarowa gewann 1968 im Mixed ihren ersten nationalen Titel in der Sowjetunion. Bis 1971 verteidigte sie diesen Titel, bevor sie 1975 und 1976 wieder im gemischten Doppel gewinnen konnte. Im Damendoppel war sie 1971, 1975 und 1976 erfolgreich, im Einzel 1973.